# La sombra del pasado (telenovela)
La sombra del pasado es una telenovela mexicana de 2014, producida por MaPat López de Zatarain para Televisa; segunda versión de la telenovela El manantial producida por Carla Estrada en 2001.
Protagonizada por Michelle Renaud y Pablo Lyle, junto con Alexis Ayala, Alejandra Barros, Thelma Madrigal y Cynthia Klitbo en los roles antagónicos. Contó con las actuaciones estelares de Lisset, Alfredo Adame, Alex Sirvent y Sachi Tamashiro, así como las participaciones especiales de Susana González y René Strickler

## Sinopsis
Esta historia gira alrededor de dos familias que se verán enfrentadas por el amor y ambición. Severiano Mendoza (Alexis Ayala) es el hombre más poderoso del pueblo quien vive con su esposa Candela Rivero (Alejandra Barros) y su recién nacido hijo Cristóbal. Severiano es amante de Roberta Lozada (Susana González), quien a pesar de estar casada con un buen hombre llamado Raymundo Alcocer (Rene Strickler) vive inconforme con la vida que este le da económicamente. Severiano siempre ha querido parte de las tierras de Raymundo pero se niega a venderlas pues es el único patrimonio que tiene para su pequeña hija Aldonza.
El cura del pueblo, el padre Sixto (Aarón Hernán) se entera de que Roberta y Severiano son amantes cuando los encuentra profanando su iglesia; por lo que Severiano lo asesina para que no se descubra su infidelidad. Sin embargo Raymundo no tarda en descubrir a su esposa junto a su amante y todo termina en tragedia cuando Roberta y Severiano asesinan a balazos a Raymundo; pero este le corta con un machete el brazo a Severiano dejándolo manco. Roberta se encuentra esperando un hijo de Severiano, pero Candela llena de odio y rencor le exige a Severiano desaparecer al niño una vez nazca quien junto al doctor del pueblo cumplen con los deseos de la amargada mujer. A partir de este hecho Candela sigue en su matrimonio para guardar las apariencias, mientras Roberta se desentiende de su hija y se dedica a la mala vida.
Pasan los años y Aldonza (Michelle Renaud) se ha convertido en una bella joven que ha sido víctima de la mala reputación que tiene su madre y quien tiene como único apoyo a su tía Adelina (Lisset). Cristóbal (Pablo Lyle), el hijo de Severiano y Candela se ha convertido en todo un hombre. Aldonza y Cristóbal se conocen y el amor entre los dos a pesar del odio entre sus familia es inevitable. Cuando Candela se entera le exige a Severiano poner punto final a esta situación. En una noche tormentosa Severiano aprovechando que Aldonza esta sola, entra a su cuarto y abusa sexualmente de ella. Aldonza llena de dolor se marcha del pueblo junto a su madre y su tía dejando a Cristóbal lleno de dolor sin explicación alguna.
Pasa un tiempo y Aldonza está a punto de entrar a un convento con ayuda de su tía Adelina, mientras tanto Roberta se entera de que esta enferma y termina quitándose la vida al no poder soportar la noticia. Después de este incidente Aldonza decide regresar al pueblo junto a Adelina para recuperar sus tierras. Su regreso despertará muchos sentimientos en todo el pueblo; pues Cristóbal también está de regreso y no ha dejado de amarla a pesar de que Valeria (Thelma Madrigal), la hija del doctor del pueblo siempre lo ha deseado por su posición económica. Severiano y Candela aún odian a la joven y no descansarán hasta que se marche del pueblo. 
Ahora Aldonza y Cristóbal tendrán que hacerle frente a la desmedida y terrible maldad de Severiano, al odio de Candela y a la ambición y obsesión de la perversa Valeria para hacer que el amor triunfe haciendo a un lado "La sombra del pasado" que amenaza su amor.

## Reparto
- Michelle Renaud - Aldonza Alcocer Lozada de Mendoza
- Pablo Lyle - Cristóbal Mendoza Rivero
- Alejandra Barros - Candela Rivero de Mendoza
- Alexis Ayala - Severiano Mendoza
- Susana González - Roberta Lozada Torres Vda. de Alcocer
- Thelma Madrigal - Valeria Zapata Nava
- Cynthia Klitbo - Prudencia Nava de Zapata
- Alfredo Adame - Padre Jerónimo Alcocer
- Lisset - Adelina Lozada Torres
- Sachi Tamashiro - Dolores "Lola" Otero Saavedra
- Alex Sirvent - Emmanuel Zapata Nava
- Luis Xavier - Dr. Humberto Zapata Mendizábal
- Manuel "Flaco" Ibáñez - Melesio Otero
- Beatriz Moreno - Dominga Herrera de Otero
- Horacio Pancheri - Renato Ballesteros Medrano
- Yolanda Ventura - Irma de Lagos
- Marco Uriel - Uriel Lagos
- Arlette Pacheco - Viviana Simoneta Saavedra Vda. de Otero
- Rene Strickler - Raymundo Alcocer
- Fernando Cermeño - Joaquín Mansilla
- José Carlos Farrera - Abelardo Lagos
- Fernanda López - María de los Ángeles "Mary" Lagos
- Diego de Erice - Tomás Garcés
- Archie Lanfranco - Gonzalo Ballesteros
- Sandra Kai - Silvia Cadena
- Jaume Mateu - Patricio "Pato" Morán
- Regina Rojas - Flavia de Mansilla
- José Elías Moreno - Antonio Santos
- Cassandra Sánchez-Navarro - Verónica Santos
- Arturo Muñoz - Don Camilo Montero
- Mónica Zorti - Lourdes Martínez "Lulú"
- Miguel Ángel Monfort - Adriano Béjar
- Sergio Jurado - Comandante
- Magda Karina - Teresina "Tere"
- Graciela Bernardos - Lourdes
- Maricarmen Vela - Madre Superiora
- Aarón Hernán - Padre Sixto  †
- Stephanie Ayala - Sor Bernardita
- Juan Carlos "El Borrego" Nava - Edmundo
- Roberto Miquel - Rogelio Nava

## Versiones
- El manantial producida por Carla Estrada para Televisa en el 2001 y protagonizada por Adela Noriega y Mauricio Islas.

## Premios y nominaciones

### Premios TvyNovelas 2016
| Categoría                   | Persona                                                 | Resultado |
| --------------------------- | ------------------------------------------------------- | --------- |
| Mejor telenovela            | MaPat López de Zatarain                                 | Nominada  |
| Mejor actriz                | Michelle Renaud                                         | Nominada  |
| Mejor actor                 | Pablo Lyle                                              | Ganador   |
| Mejor actriz antagónica     | Alejandra Barros                                        | Nominada  |
| Mejor actor antagónico      | Alexis Ayala                                            | Nominado  |
| Mejor actriz juvenil        | Thelma Madrigal                                         | Nominada  |
| Mejor actor juvenil         | Diego de Erice                                          | Nominado  |
| Mejor primera actriz        | Cynthia Klitbo                                          | Nominada  |
| Mejor actriz coestelar      | Susana González                                         | Ganadora  |
| Mejor actriz de reparto     | Beatriz Moreno                                          | Nominada  |
| Mejor actor de reparto      | Manuel "Flaco" Ibáñez                                   | Nominado  |
| Mejor actor revelación      | José Carlos Ferrara                                     | Ganador   |
| Mejor historia o adaptación | Antonio Abascal, Carlos Daniel González Dante Hernández | Nominados |
| Mejor dirección de escena   | José Elias Moreno                                       | Nominado  |

### TV Adicto Golden Awards
| Año  | Categoría                     | Telenovela                                                      | Resultado |
| ---- | ----------------------------- | --------------------------------------------------------------- | --------- |
| 2015 | Mejor escenografía y utilería | Mapat                                                           | Ganador   |
| 2015 | Mejor vestuario               | Mapat                                                           | Ganador   |
| 2015 | Mejor pareja                  | Michelle Renaud y Pablo Lyle                                    | Ganadores |
| 2015 | Mejor dirección de cámaras    | Óscar Morales, Leonardo Durán y Marco Vinicio López de Zatarain | Ganadores |